# Ford Bronco
Ford Bronco — компактный внедорожник, выпускаемый американским производителем Ford в США.
С 1965 по 1996 и с 2021 года автомобиль производится в Мичигане.

## Первое поколение (1965—1978)
Первый прототип Ford Bronco был представлен в феврале 1964 года. Серийно автомобиль производился с августа 1965 года. Двигатель взят от модели Ford Falcon.
Автомобиль Ford Bronco выпускался в кузовах универсал, пикап и родстер. Также производился спортивный вариант для гонок по бездорожью.

### Продажи
| Год  | Продано |
| ---- | ------- |
| 1966 | 23776   |
| 1967 | 14230   |
| 1968 | 16629   |
| 1969 | 20956   |
| 1970 | 18450   |
| 1971 | 19784   |
| 1972 | 21115   |
| 1973 | 21894   |
| 1974 | 25824   |
| 1975 | 13125   |
| 1976 | 15256   |
| 1977 | 14546   |

### Галерея

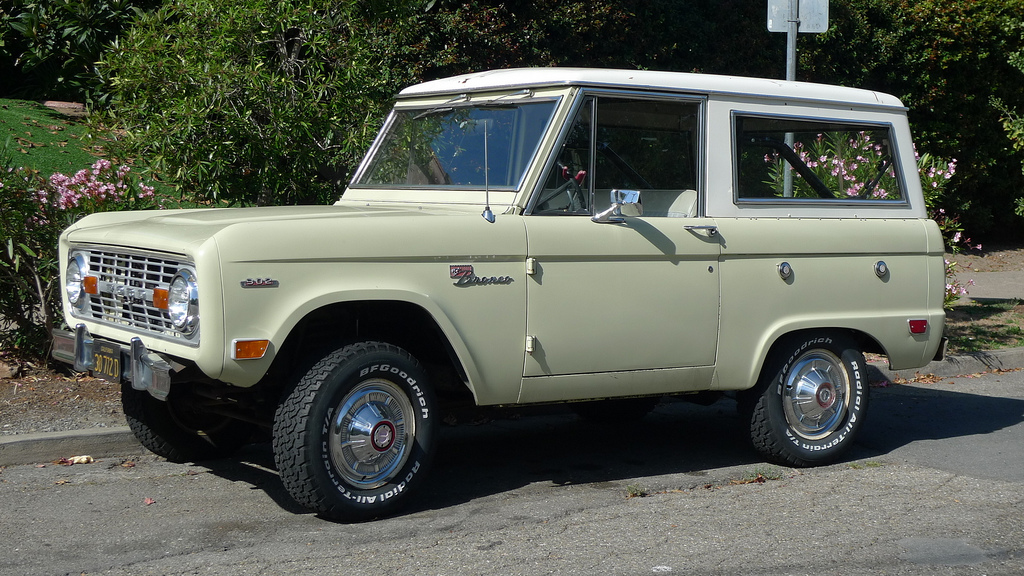
Ford Bronco
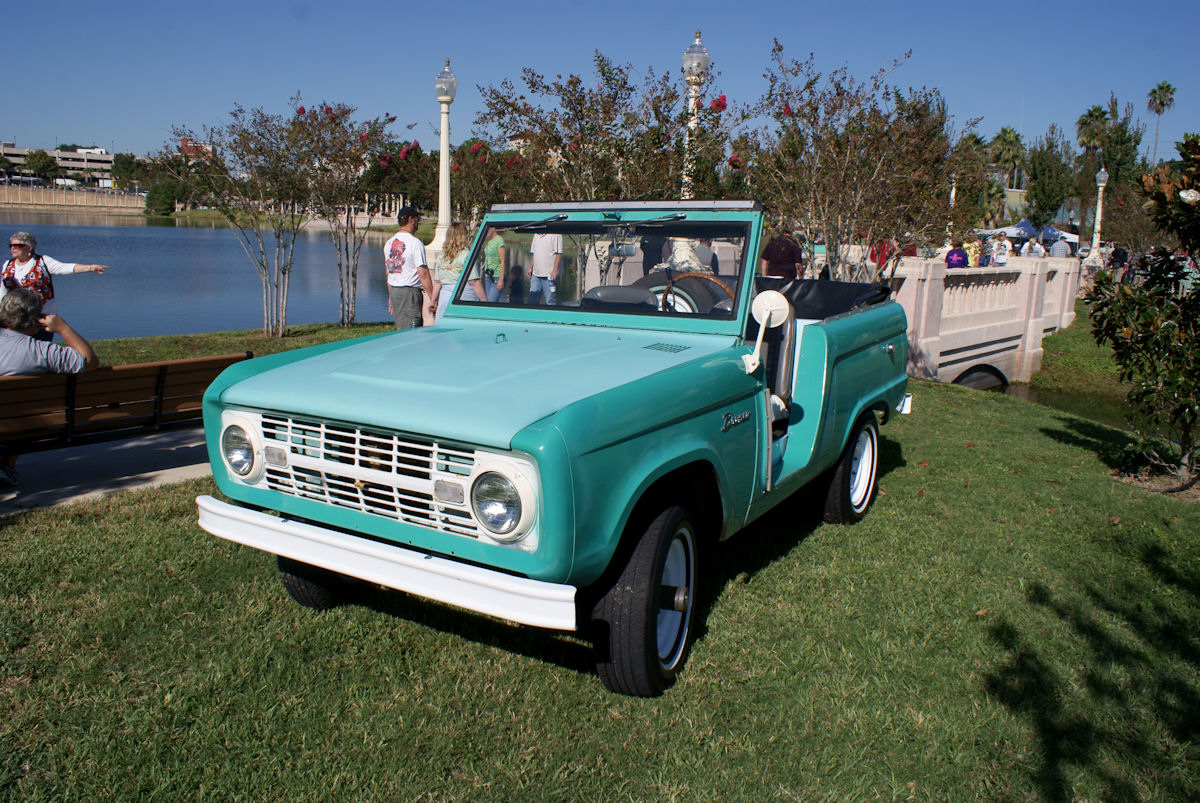
Родстер (вид спереди)
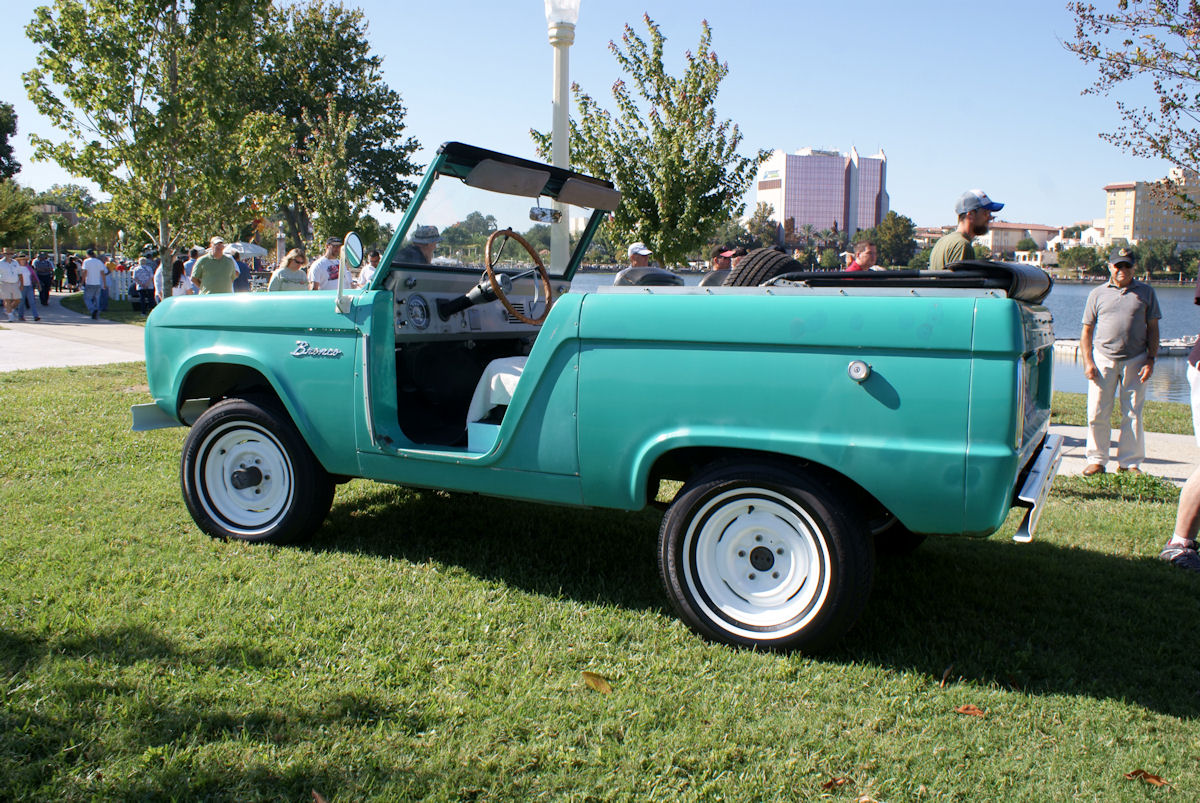
Родстер (вид слева)
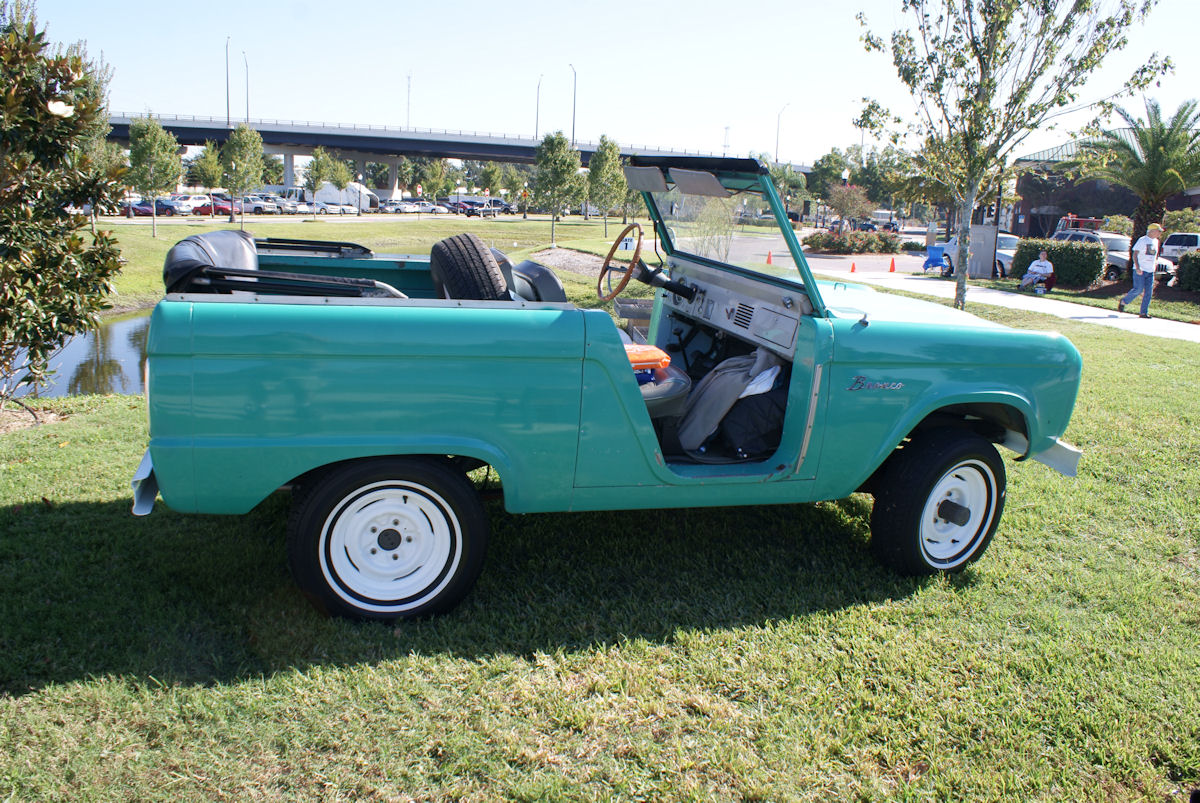
Родстер (вид справа)
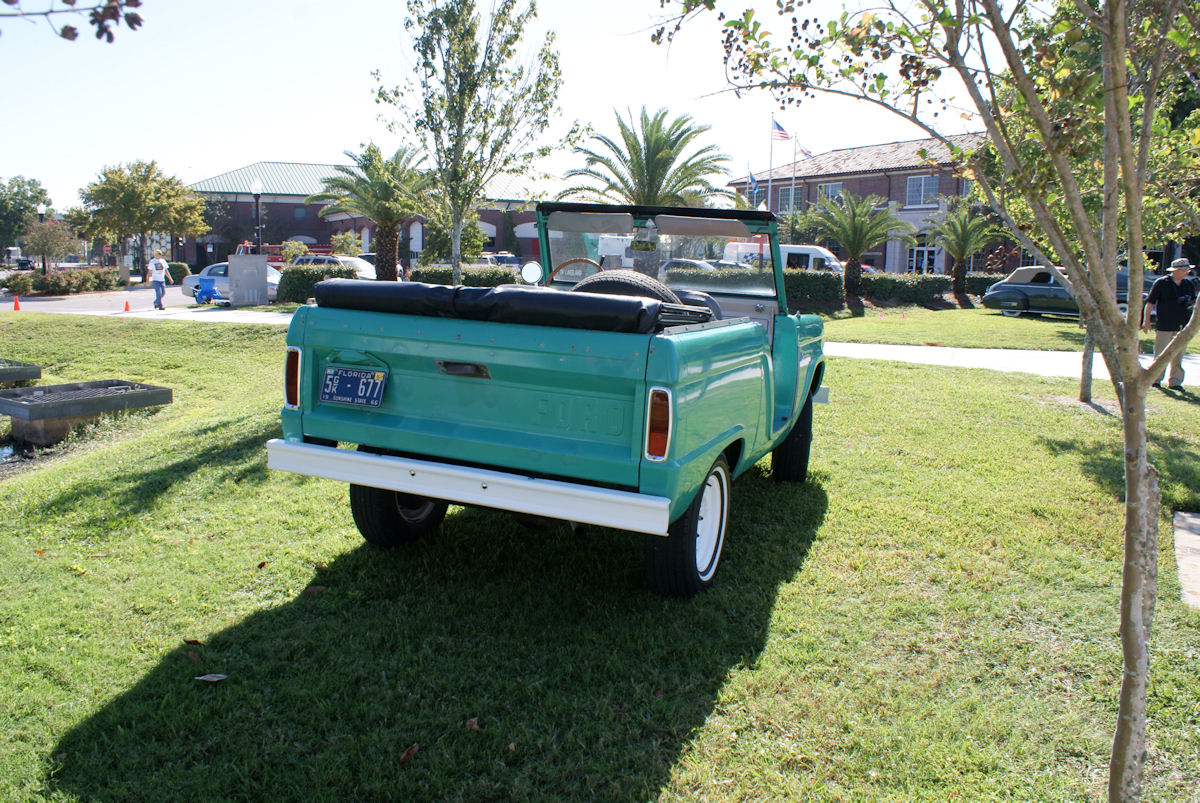
Родстер (вид сзади)
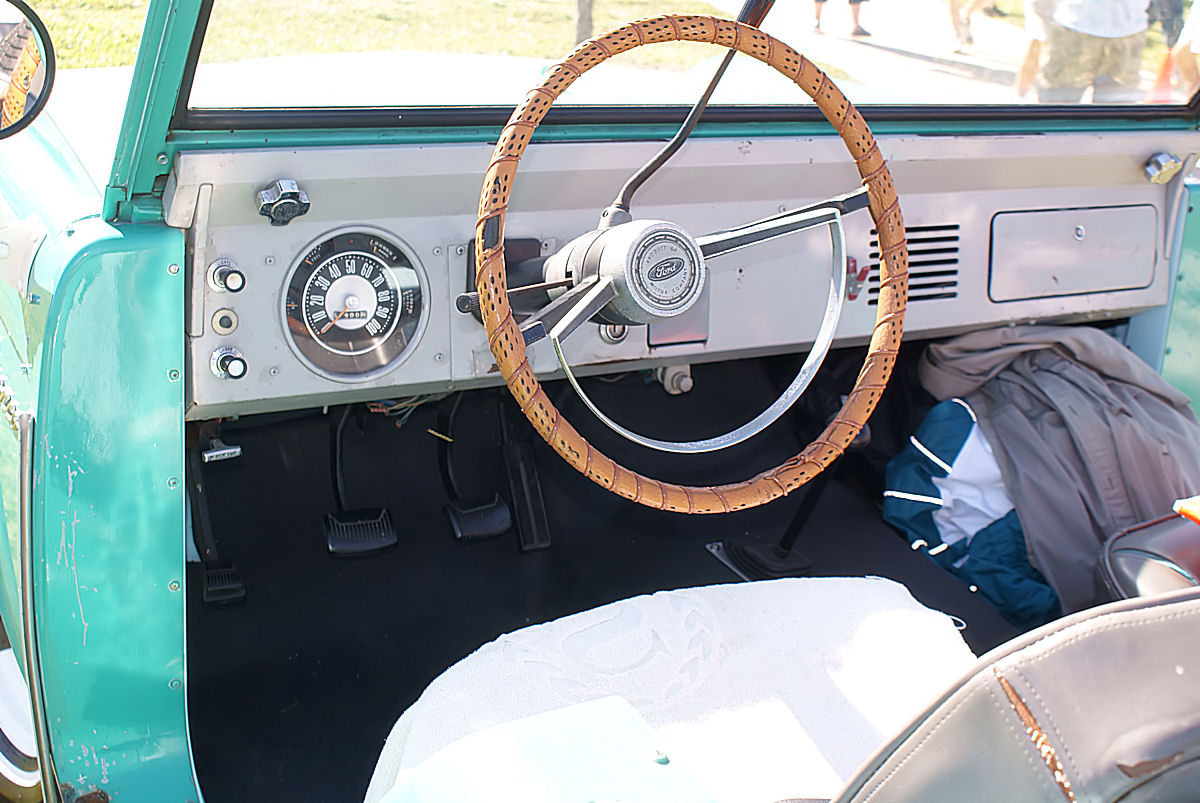
Место водителя
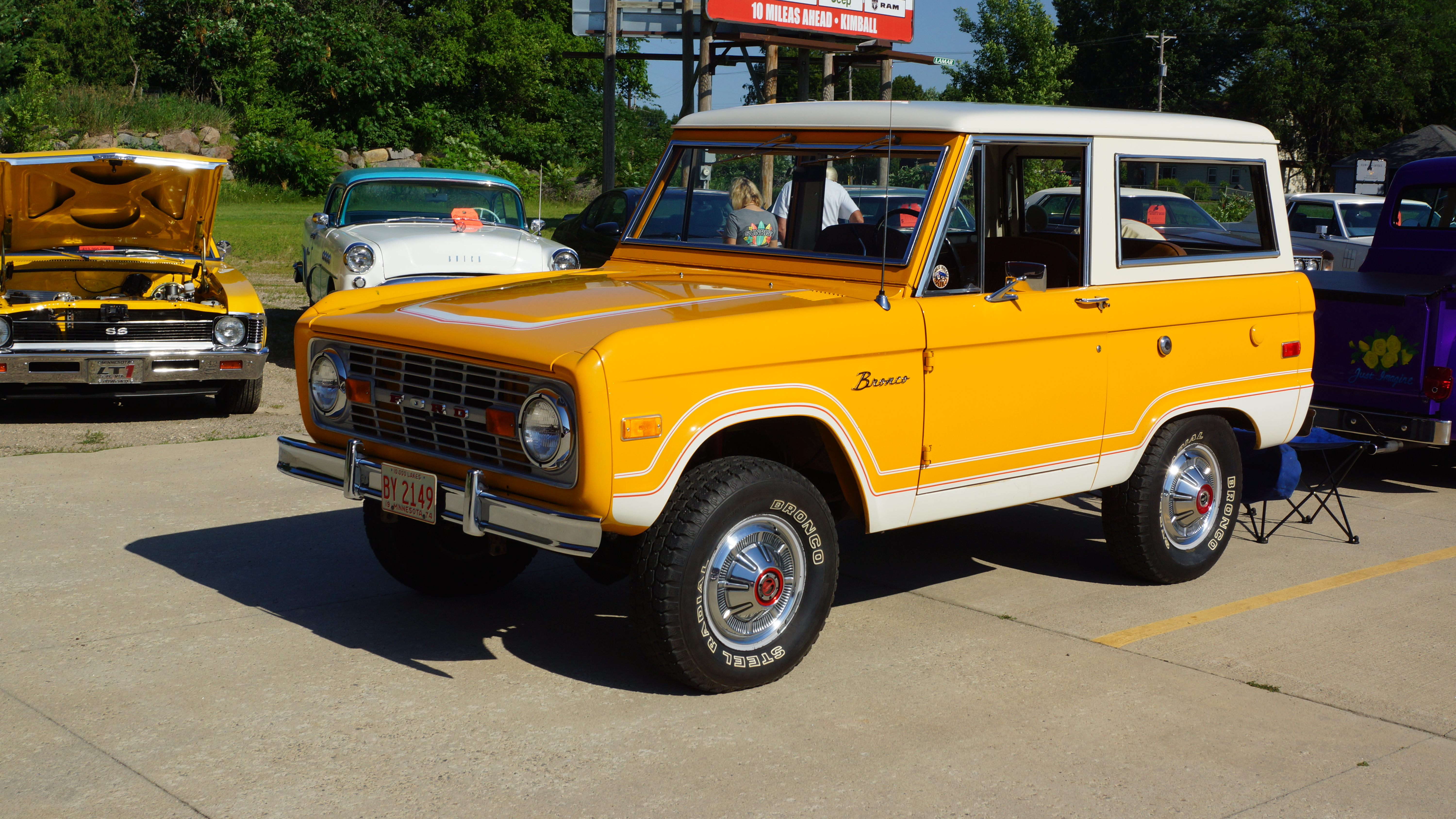
Bronco Ranger
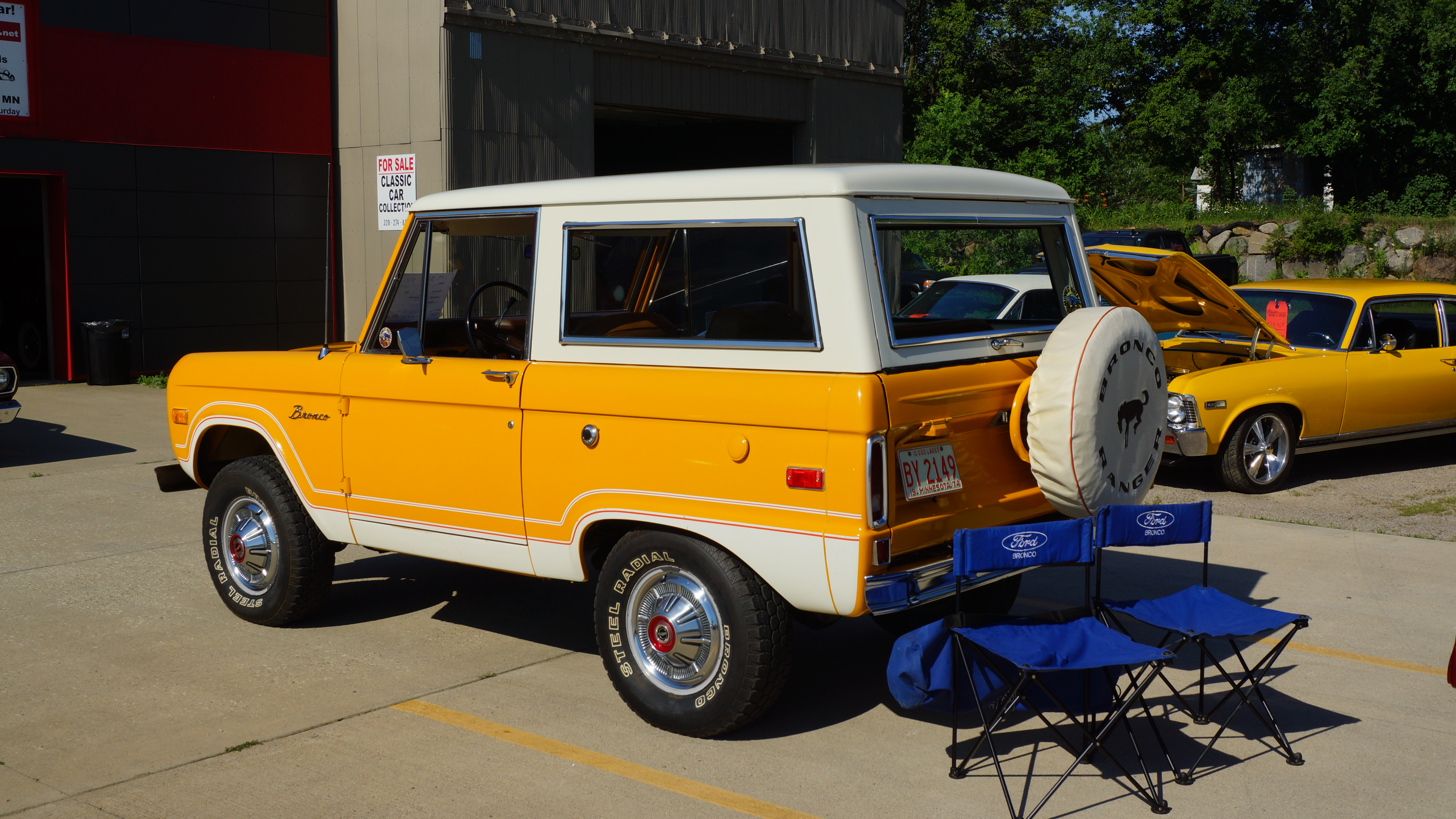
Bronco Ranger
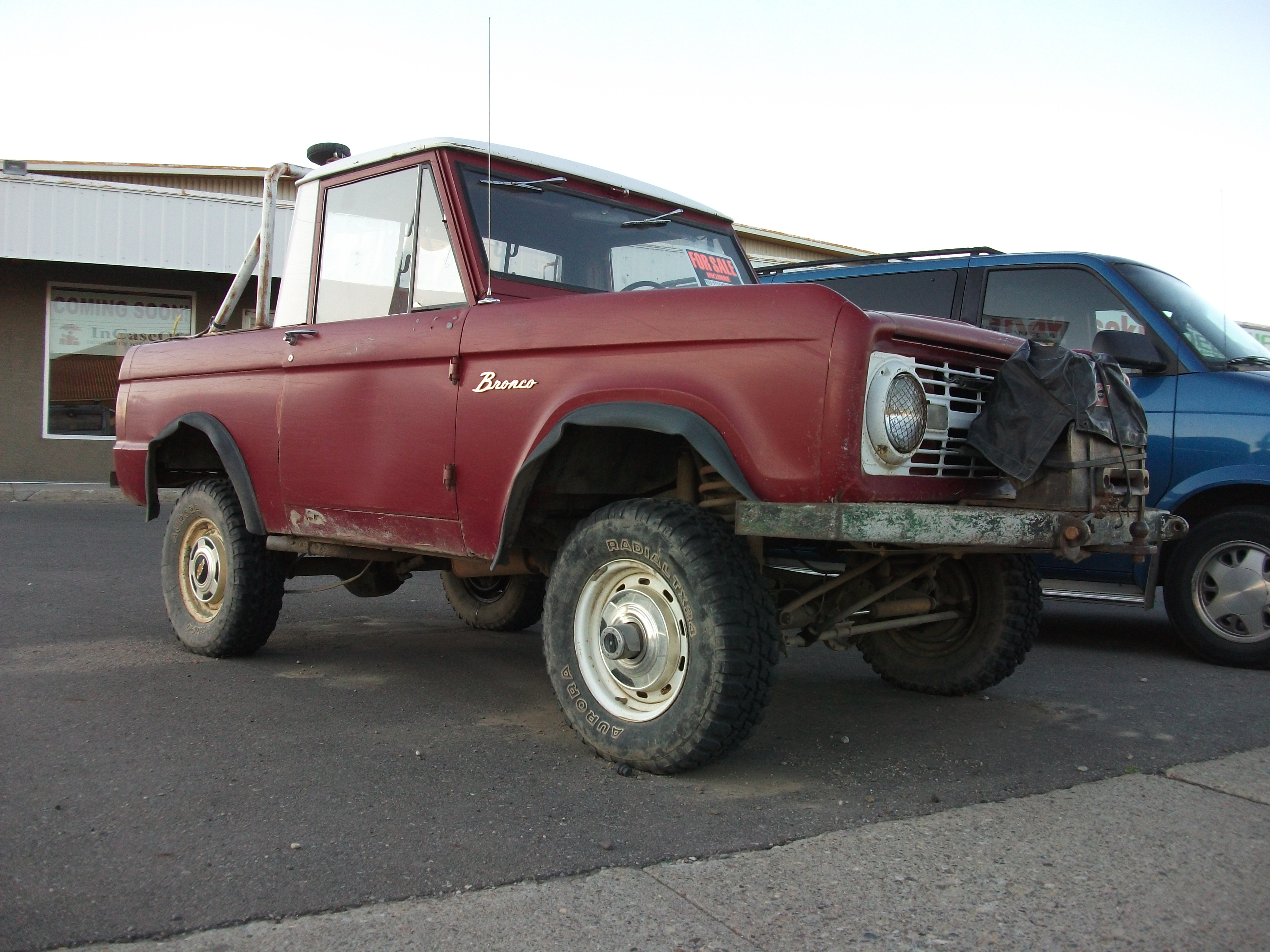
Пикап
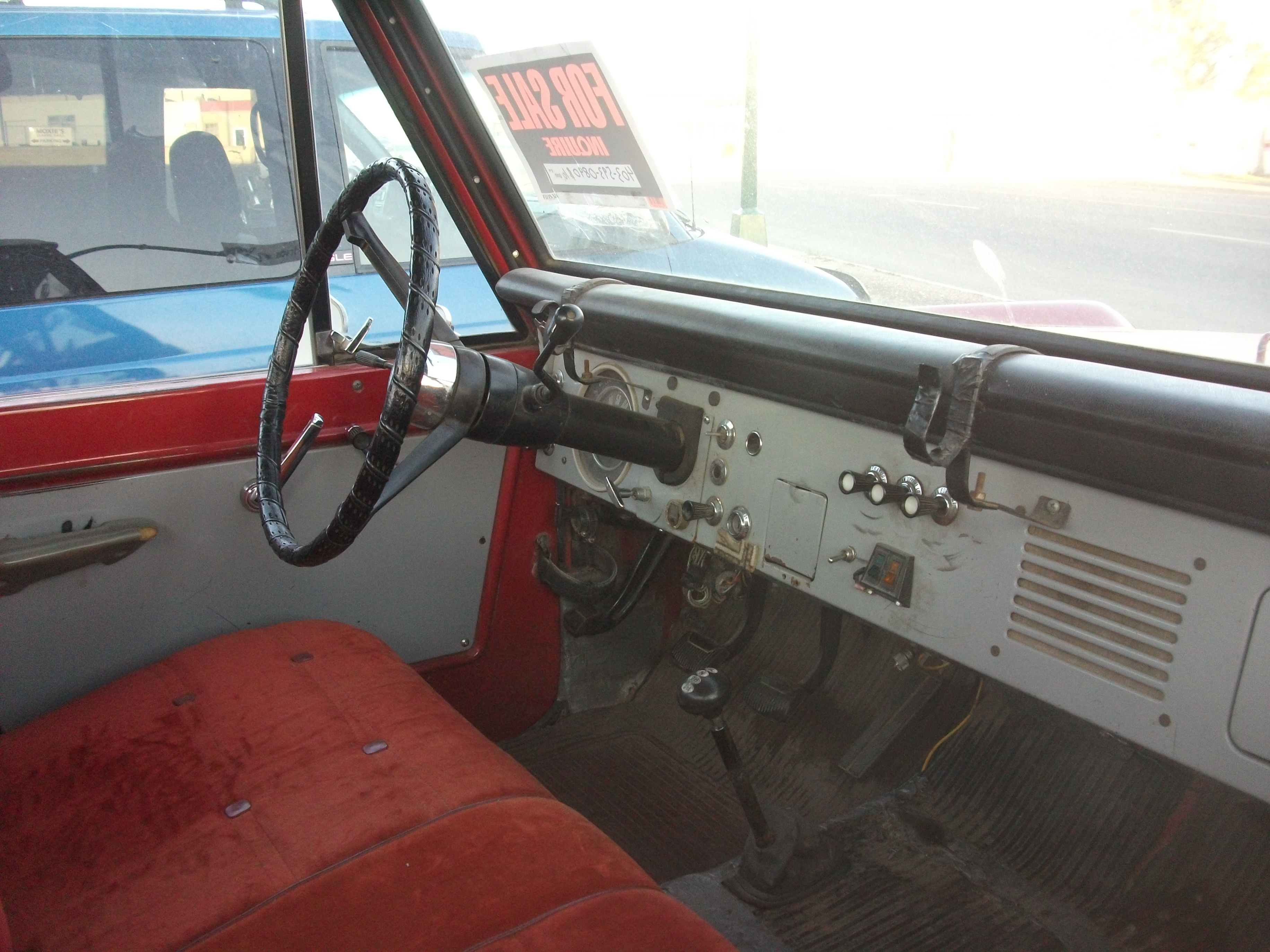
Место водителя

## Второе поколение (1978—1980)
Автомобили Ford Bronco второго поколения производились с 1978 года. По габаритам автомобили близки к Ford F-Series шестого поколения. Автомобили базированы на шасси Ford Transit 4x4.

### Двигатели
| Второе поколение (1978—1980) | Второе поколение (1978—1980) | Второе поколение (1978—1980)   | Второе поколение (1978—1980)      | Второе поколение (1978—1980) |
| Двигатель                    | Производство                 | Объём и расположение цилиндров | Технические характеристики        | Технические характеристики   |
| Двигатель                    | Производство                 | Объём и расположение цилиндров | Мощность                          | Крутящий момент              |
| ---------------------------- | ---------------------------- | ------------------------------ | --------------------------------- | ---------------------------- |
| Ford 351M (335/Cleveland) V8 | 1978—1979                    | 5,8 л 16-valve V8              | 156 л. с. (1978) 158 л. с. (1979) | 262 Н*м                      |
| Ford 400 (335/Cleveland) V8  | 1978—1979                    | 6,6 л 16-valve V8              | 158 л. с. (1978) 156 л. с. (1979) | 277 Н*м                      |

### Продажи
| 1978—1979 | 1978—1979 |
| Год       | Продано   |
| --------- | --------- |
| 1978      | 77917     |
| 1979      | 104038    |

### Галерея

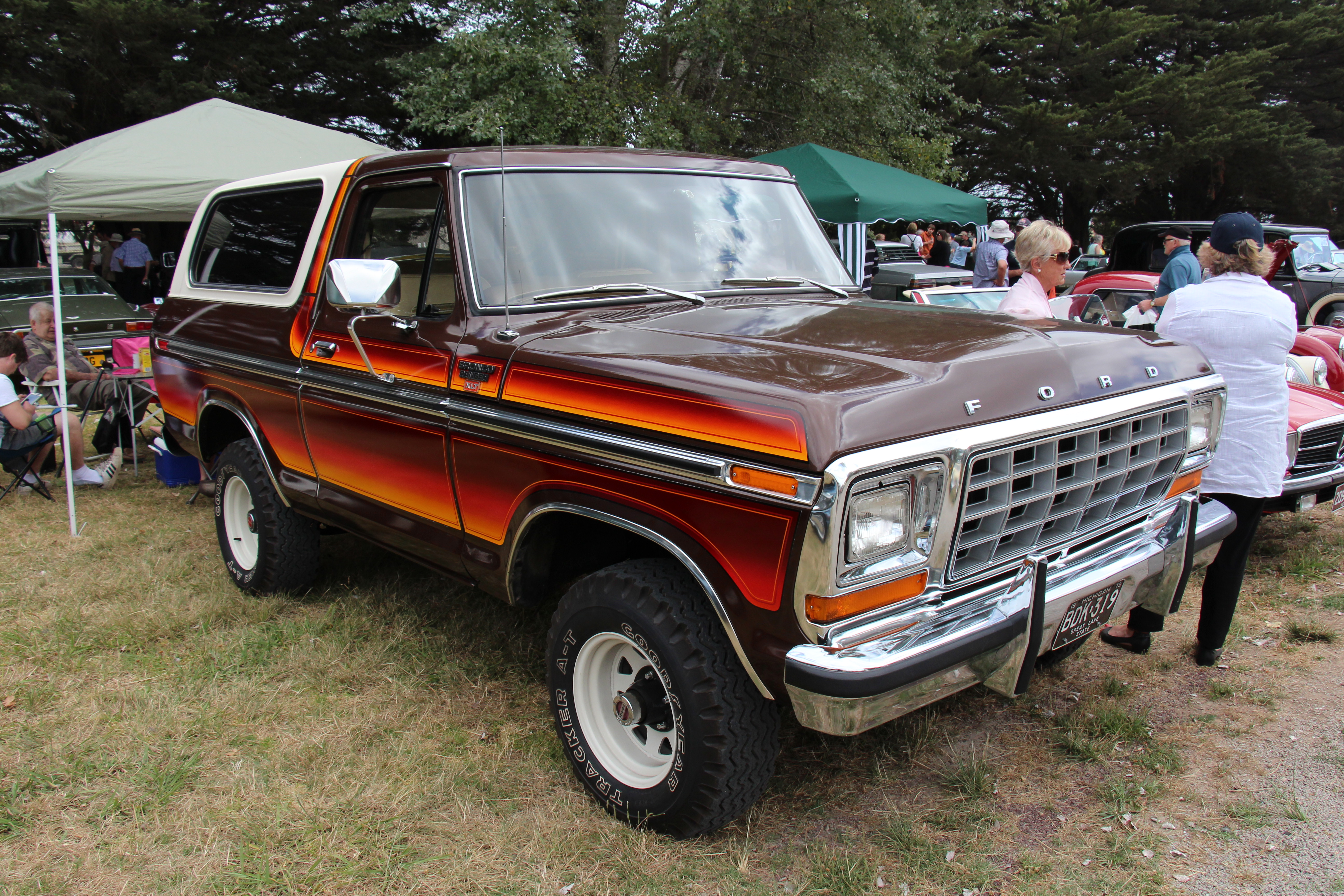
Ford Bronco
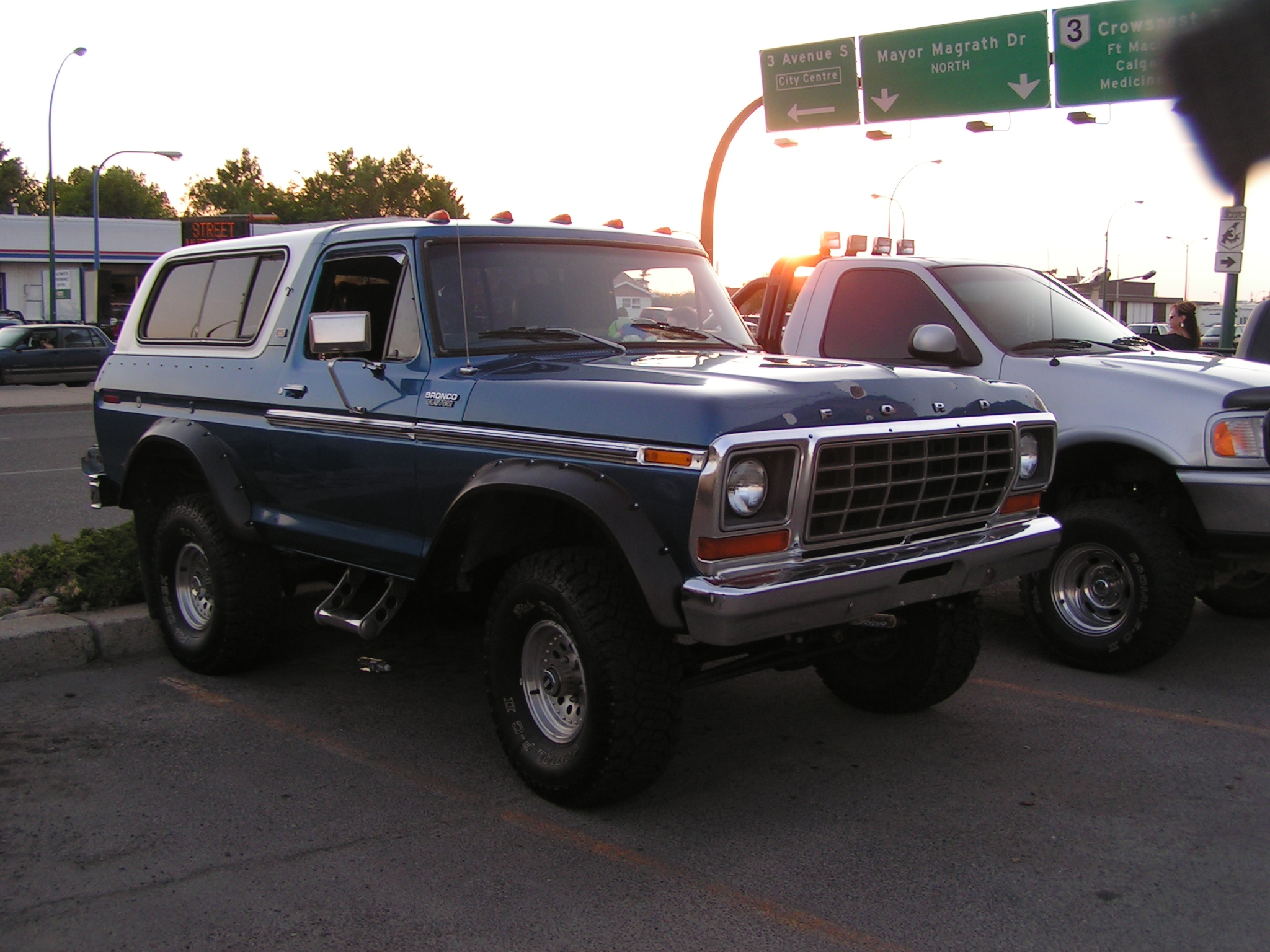
Bronco Custom
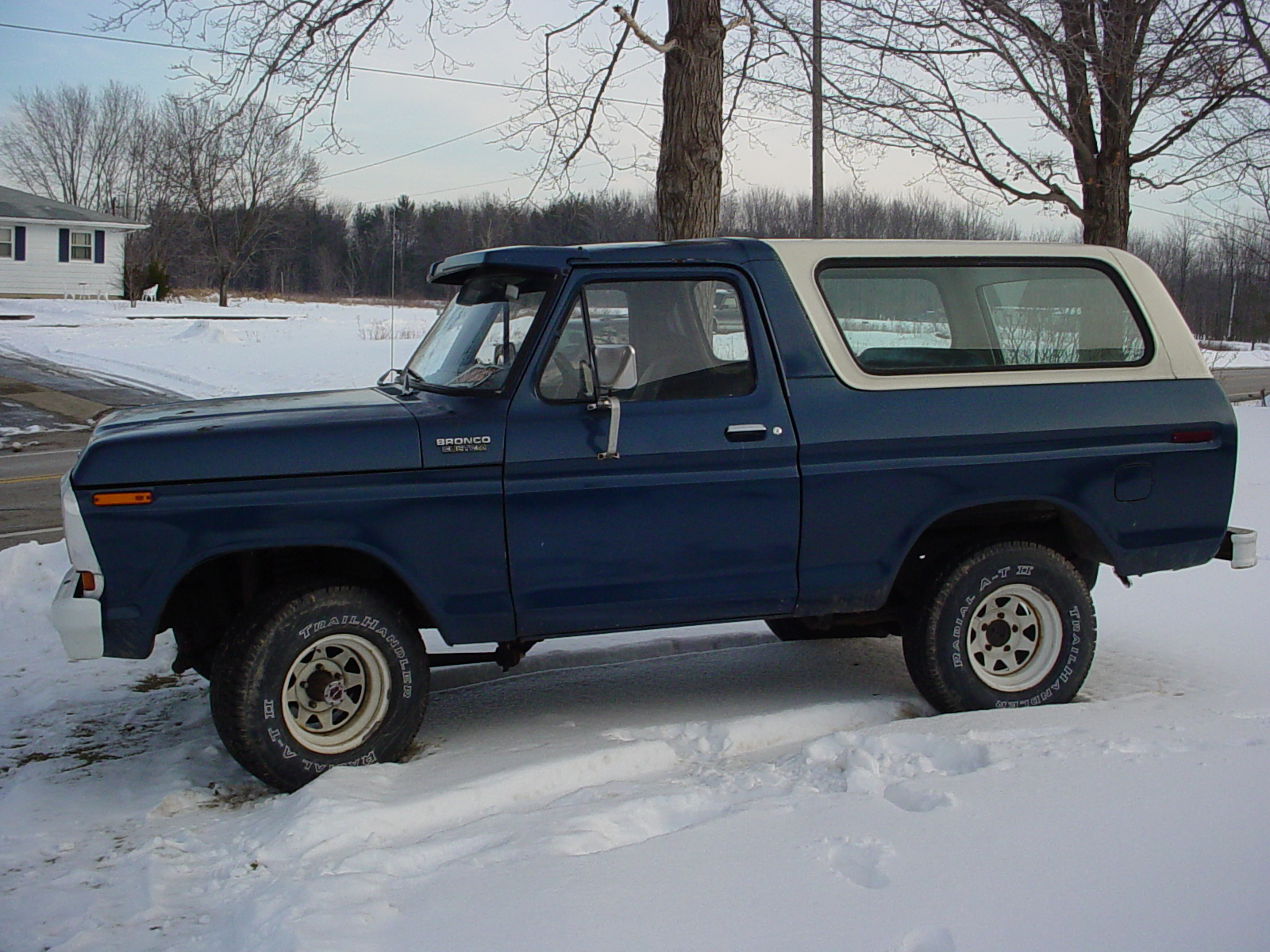
Bronco Custom
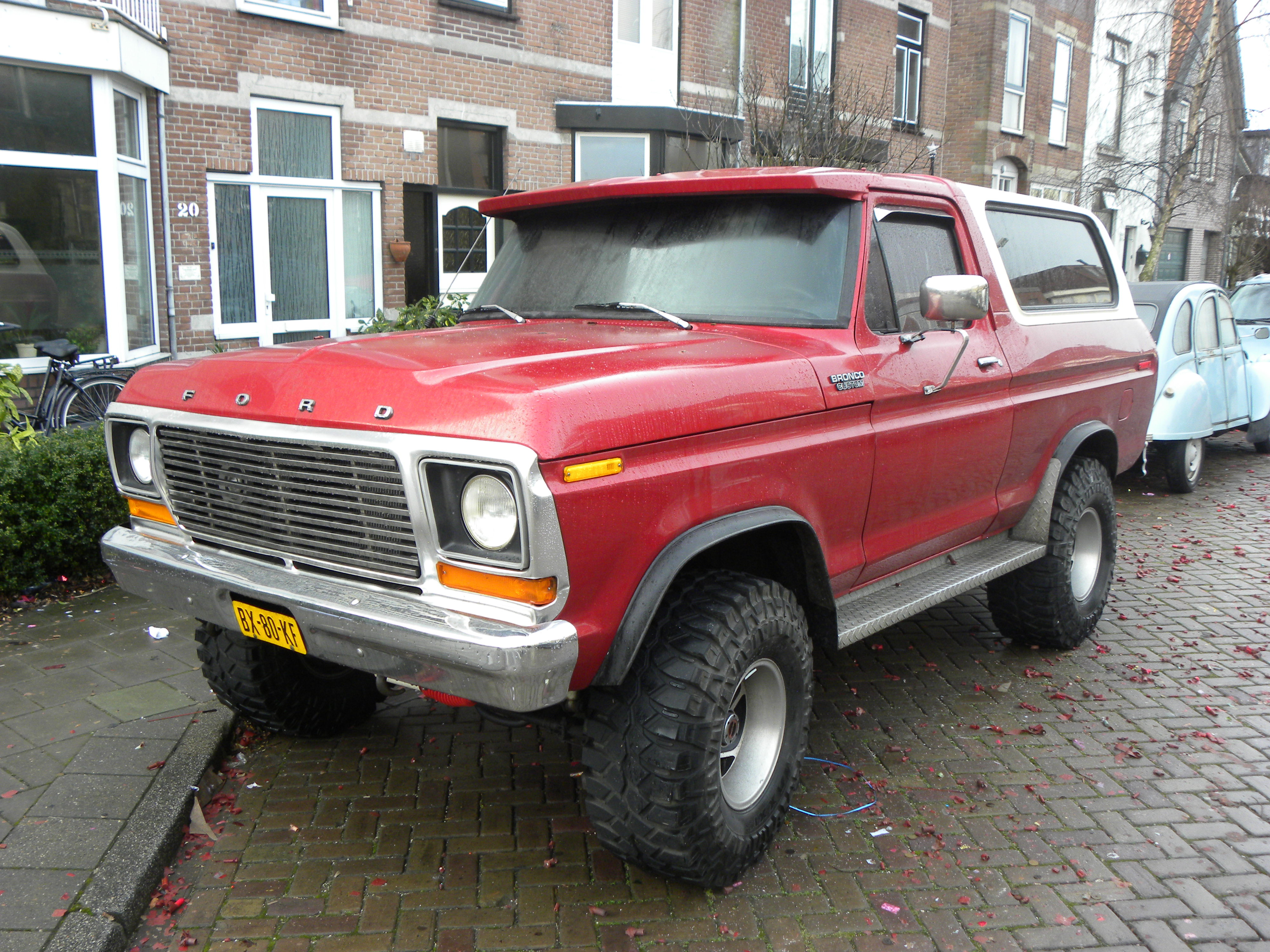
Bronco Ranger
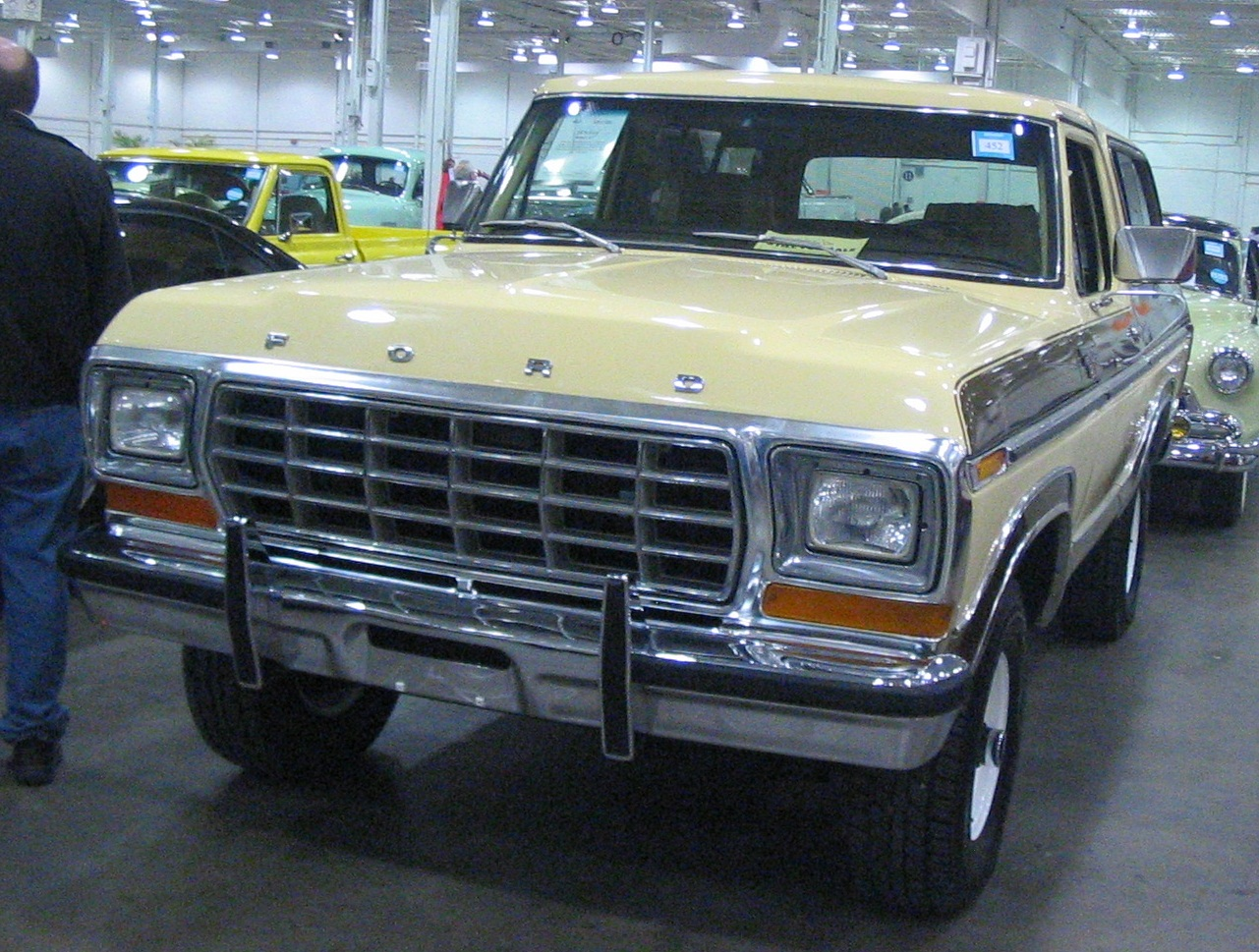
Bronco Ranger XLT

## Третье поколение (1980—1986)

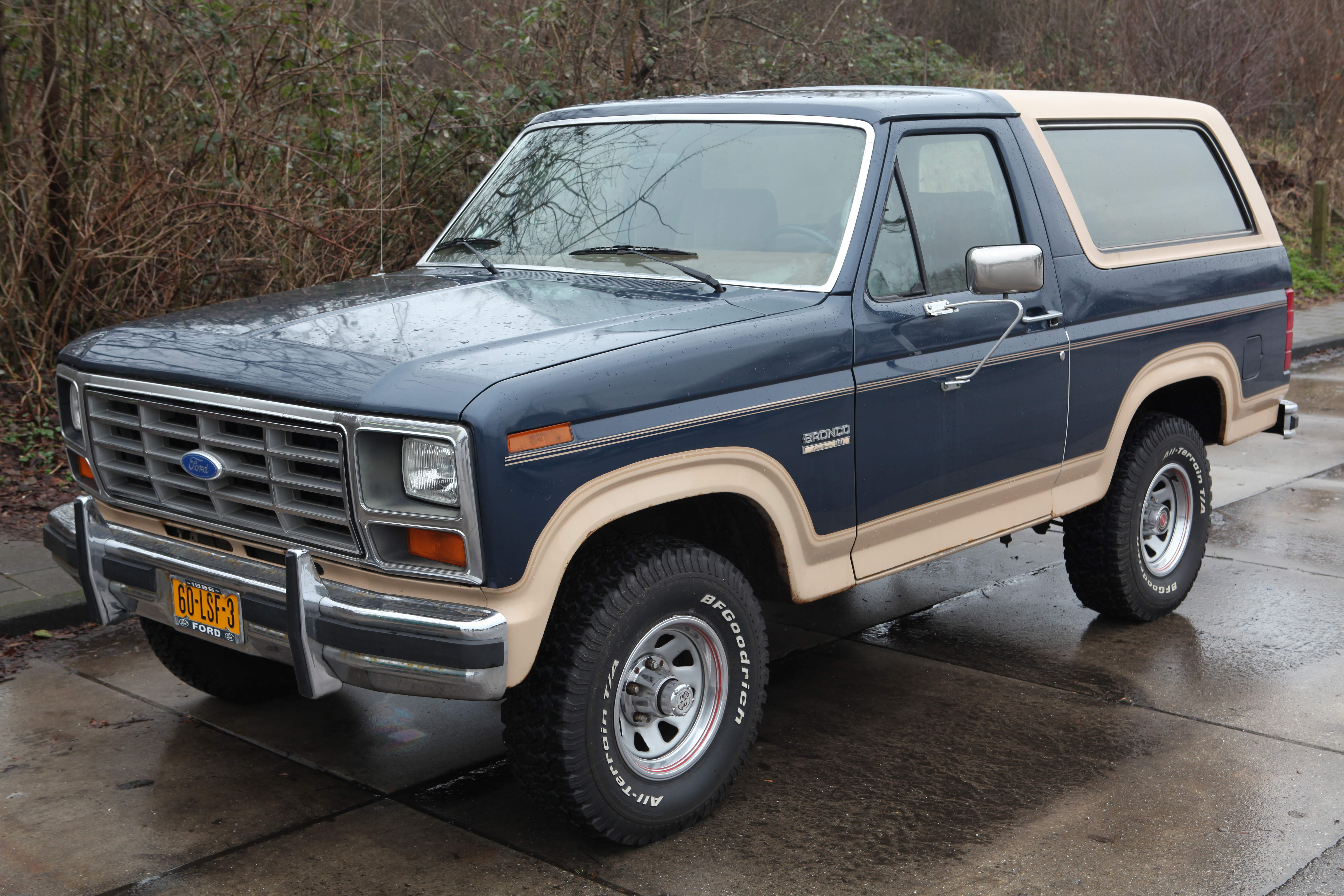
Ford Bronco Eddie Bauer

Автомобиль Ford Bronco третьего поколения впервые был представлен в 1980 году. В 1982 году началось производство модели Ford Bronco II на базе Ford Ranger.
За основу третьего поколения Ford Bronco был взят автомобиль Ford F-150 седьмого поколения.

### Продажи
| 1980—1986 | 1980—1986 |
| Год       | Продано   |
| --------- | --------- |
| 1980      | 44353     |
| 1981      | 39853     |
| 1982      | 40782     |
| 1983      | 40376     |
| 1984      | 40376     |
| 1985      | 54562     |
| 1986      | 62127     |

## Четвёртое поколение (1987—1991)

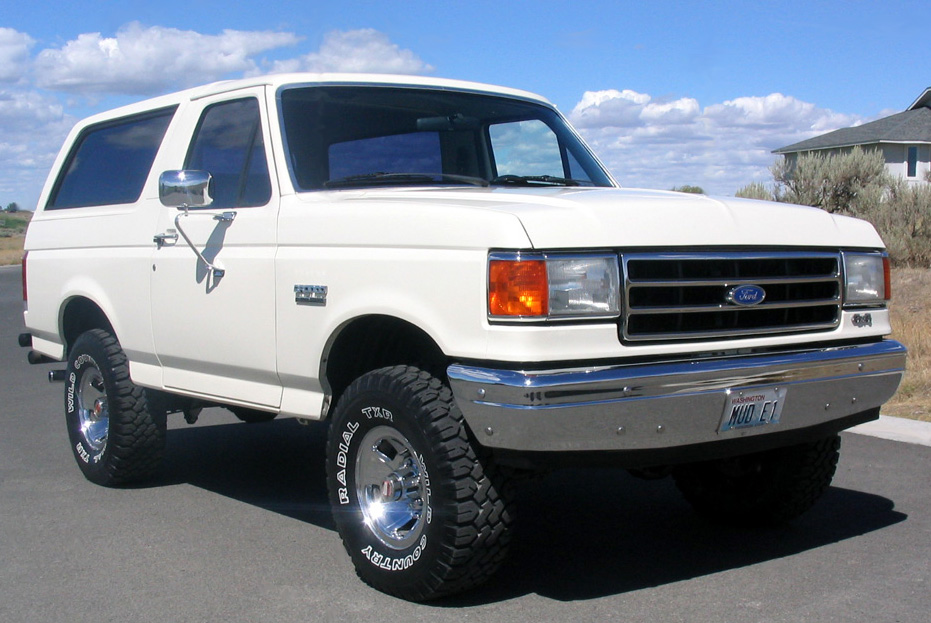
Ford Bronco

За основу четвёртого поколения Ford Bronco была взята модель Ford F-150 восьмого поколения. Серийно автомобиль производился с 1987 по 1991 год.

### Продажи
| 1987—1991 | 1987—1991 |
| Год       | Продано   |
| --------- | --------- |
| 1987      | 43074     |
| 1988      | 43074     |
| 1989      | 69470     |
| 1990      | 54832     |
| 1991      | 25001     |

## Пятое поколение (1992—1996)
За основу пятого поколения Ford Bronco была взята модель Ford F-150 девятого поколения. Серийно автомобиль производился с 1992 по 1996 год. В 1997 году он был вытеснен с конвейера моделью Ford Expedition.

### Галерея

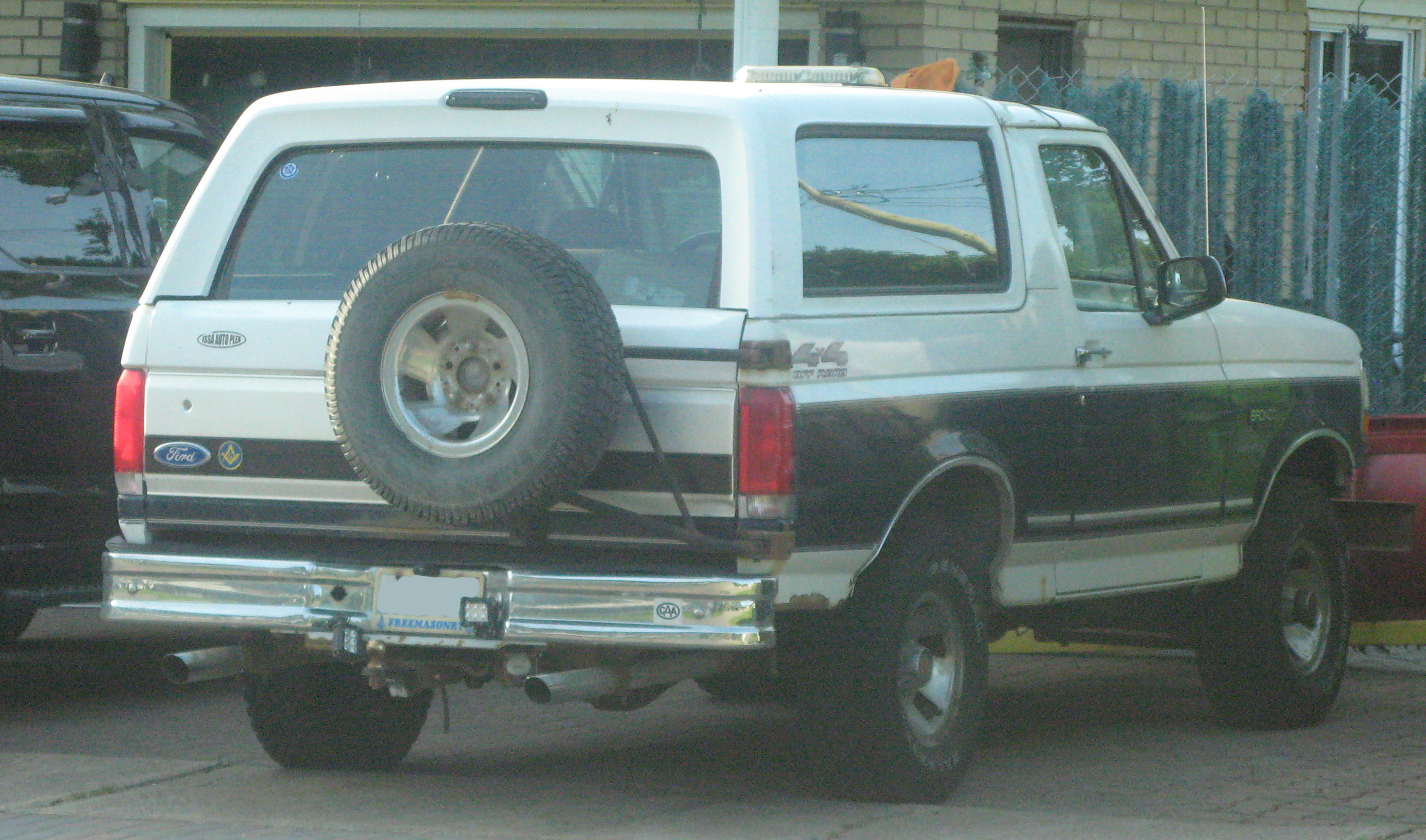
Вид сзади
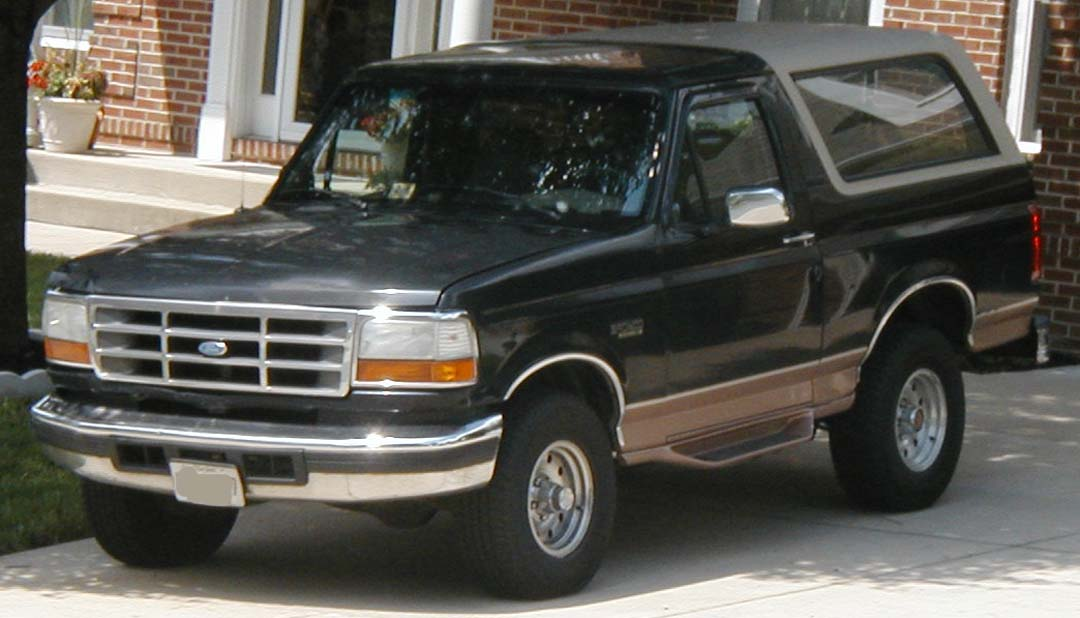
Ford Bronco Eddie Bauer
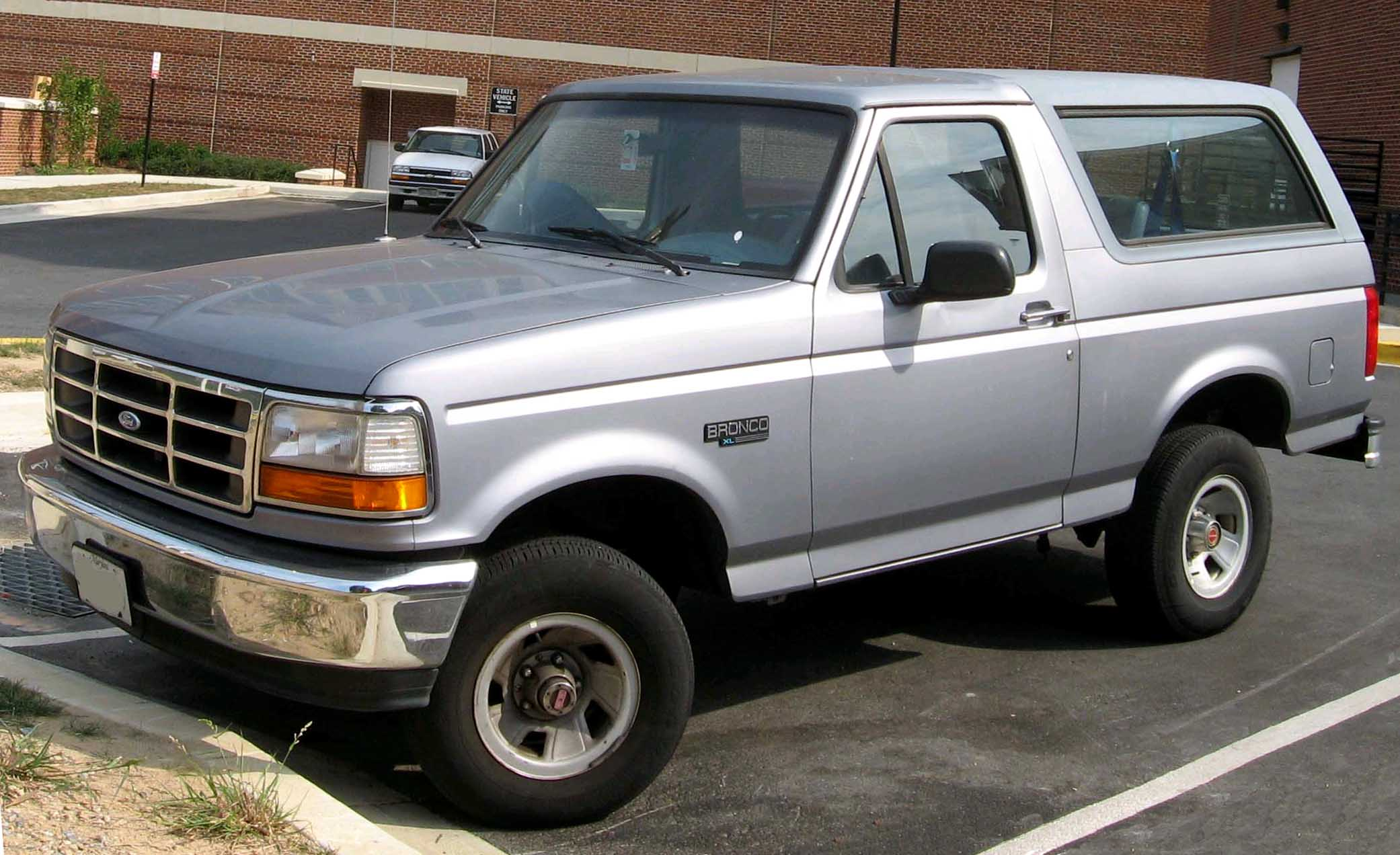
Ford Bronco в США
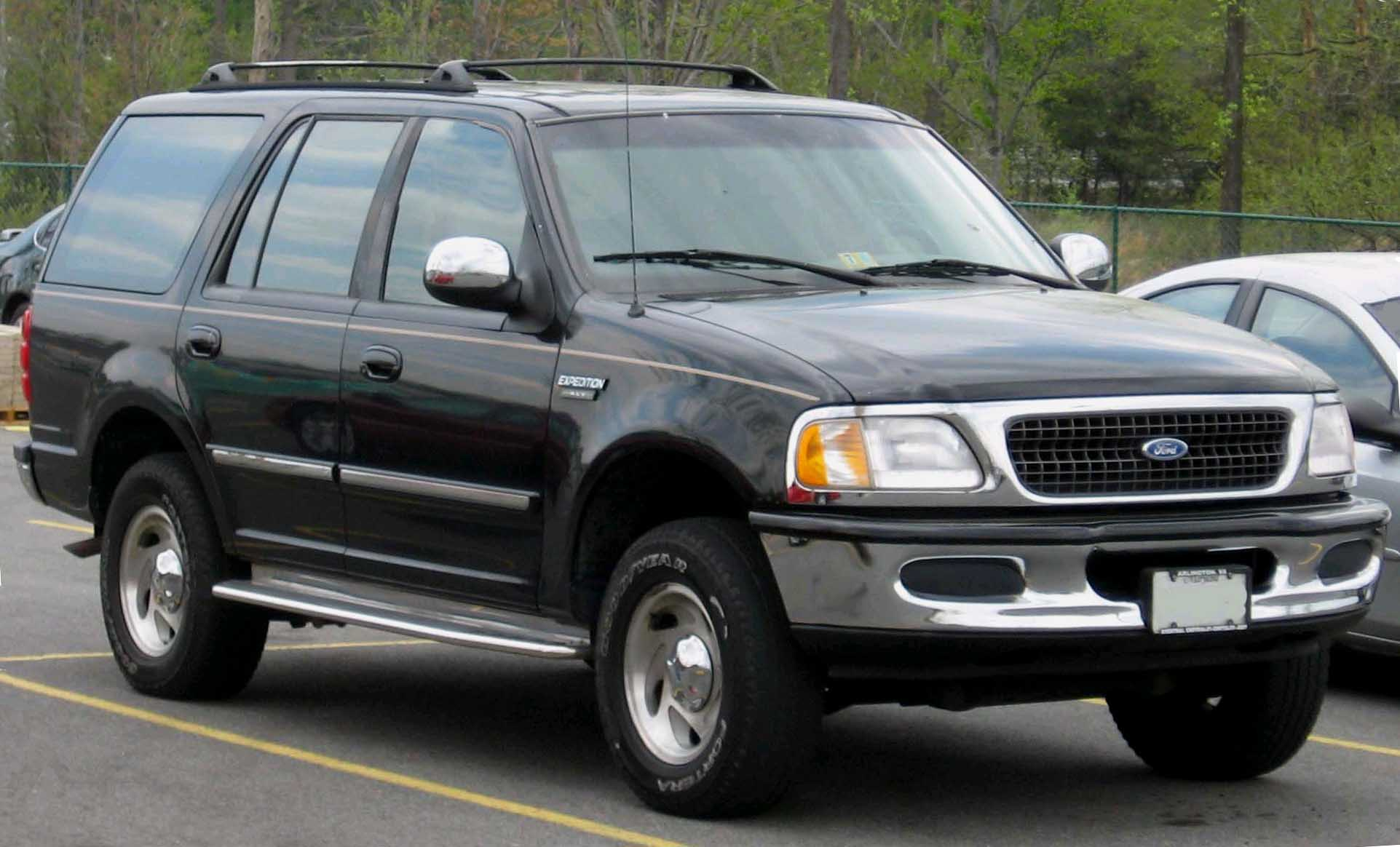
Ford Expedition XLT
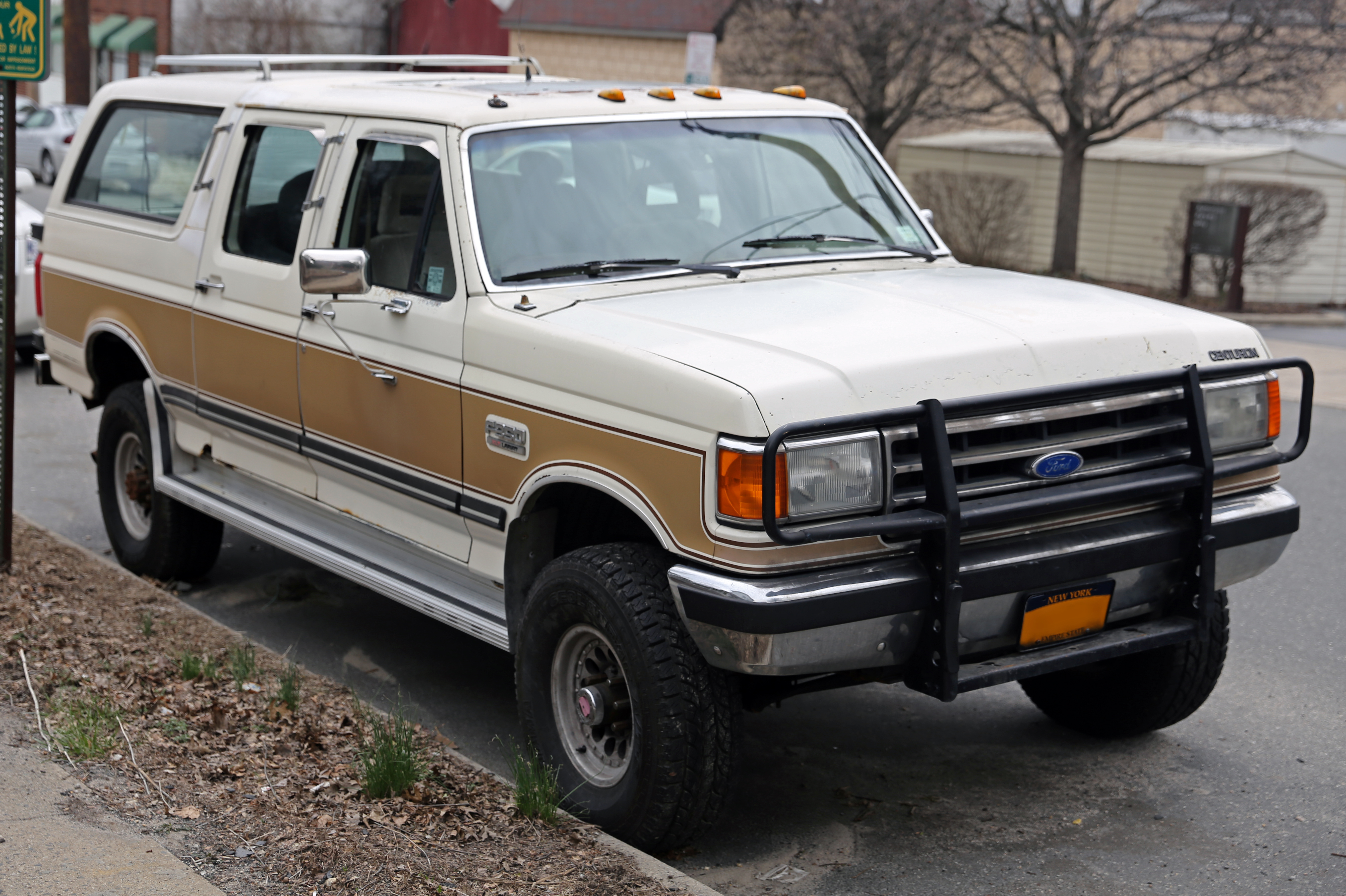
Centurion Classic
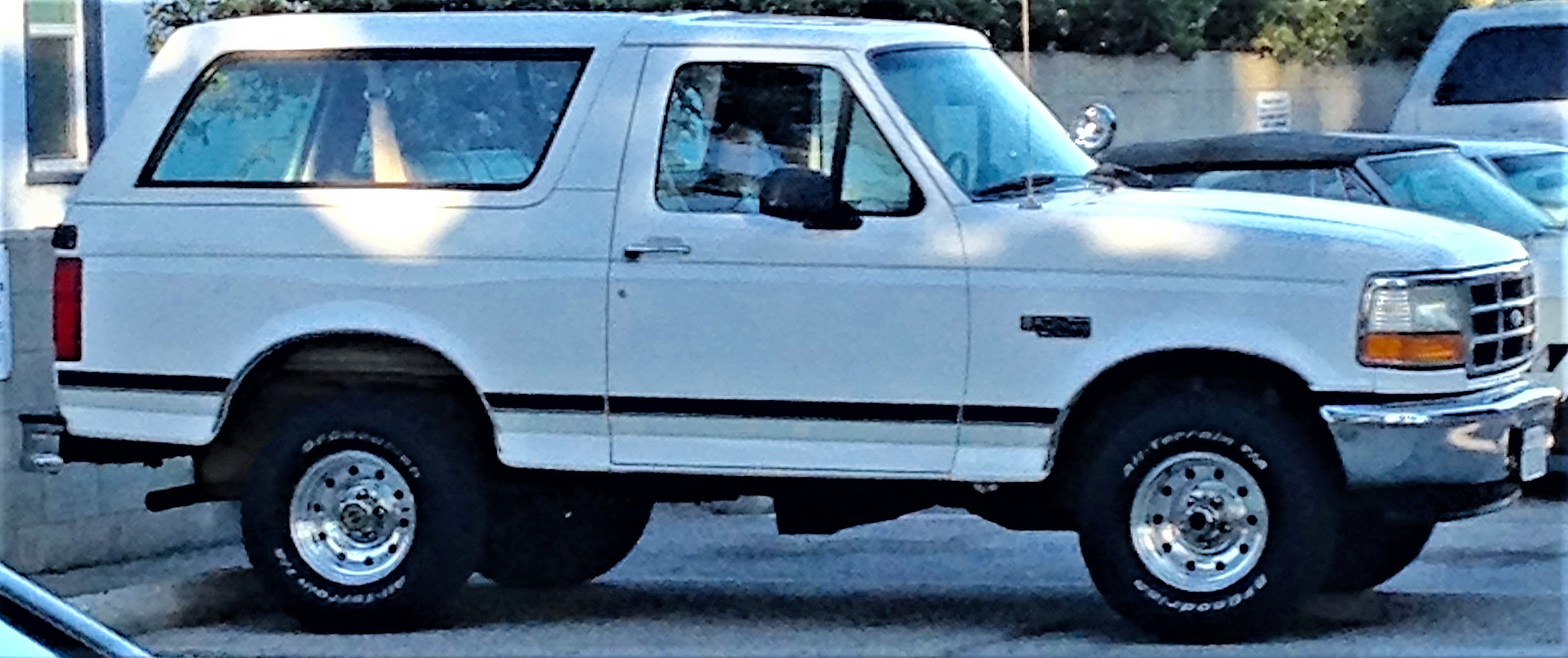
Ford Bronco XLT

## Шестое поколение (U725; 2021 — настоящее время)
Производство автомобилей Ford Bronco возобновилось в 2021 году. Годом ранее началось производство кроссовера Ford Bronco Sport (CX430) на базе Ford Escape/Kuga. По габаритам модель близка к Ford Ranger. Внешне автомобиль напоминает Jeep Wrangler.
Изначально производство автомобиля Ford Bronco планировалось весной 2020 года, однако в связи с распространением пандемии COVID-19 оно было перенесено на 9 июля. 15 % моделей производятся с МКПП. Полноприводные модели передвигаются по бездорожью благодаря режиму GOAT.
С 2022 года производится также модификация Ford Bronco Raptor.

### Галерея

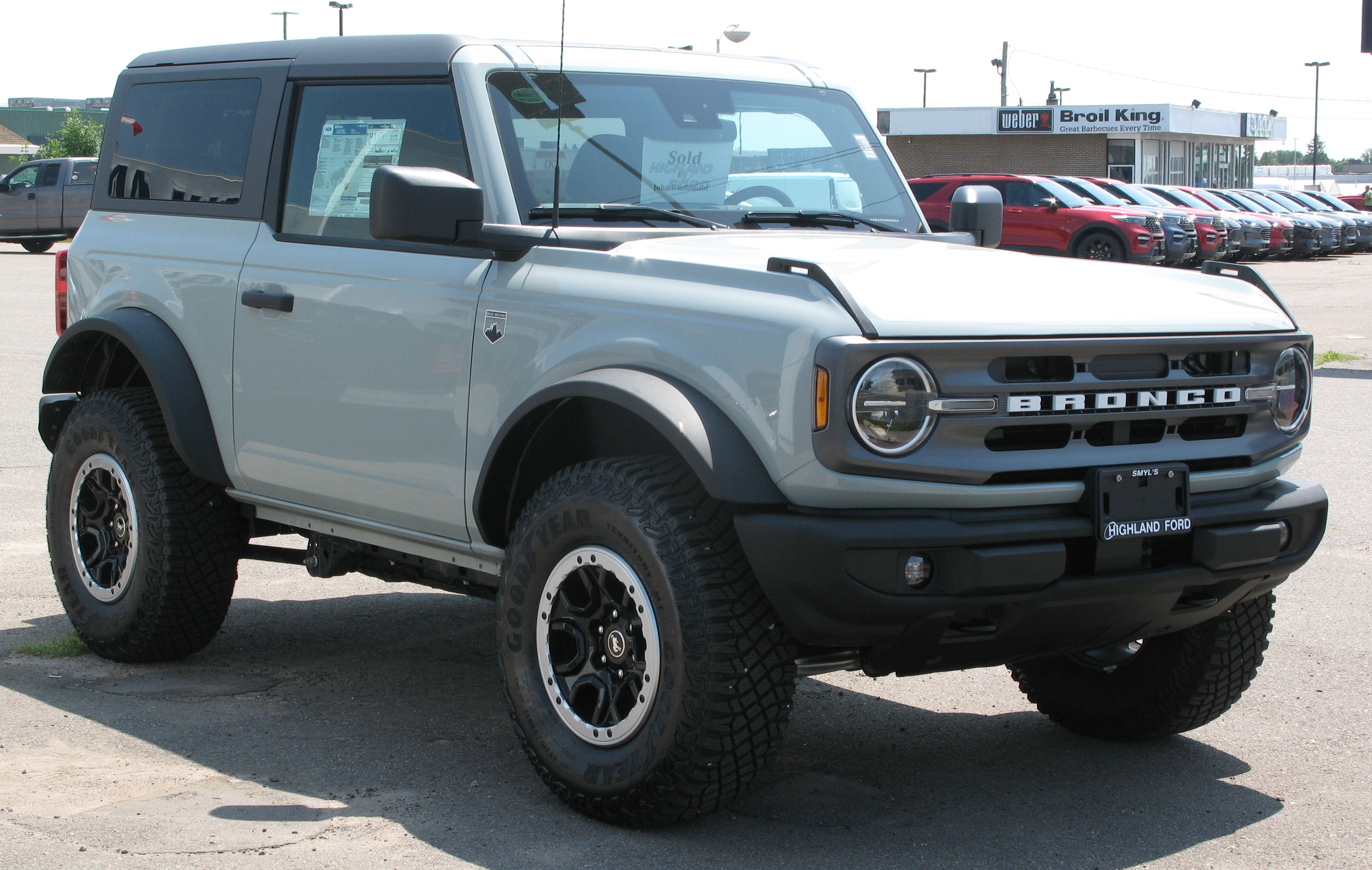
Ford Bronco Big Bend
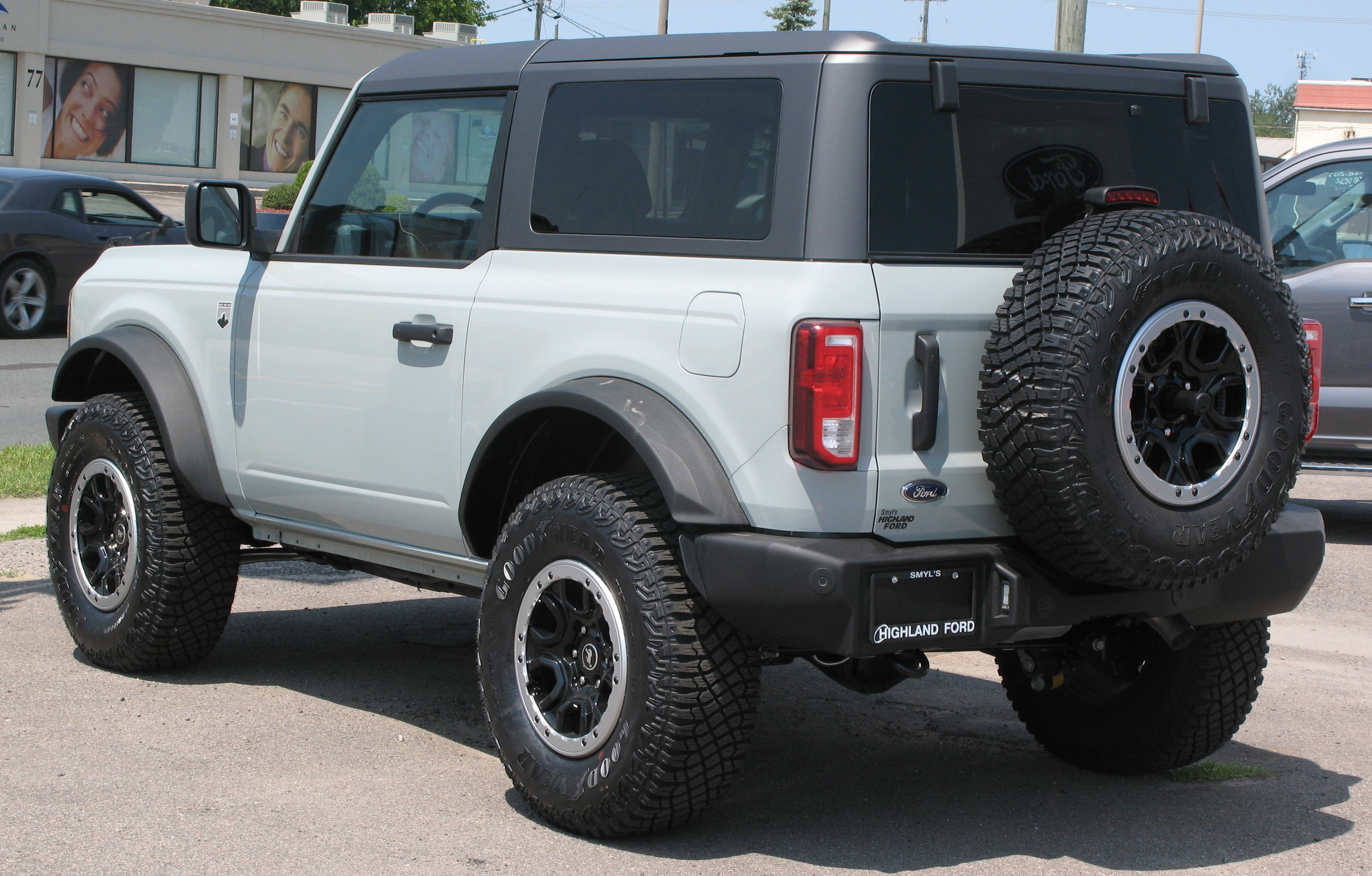
Ford Bronco Big Bend
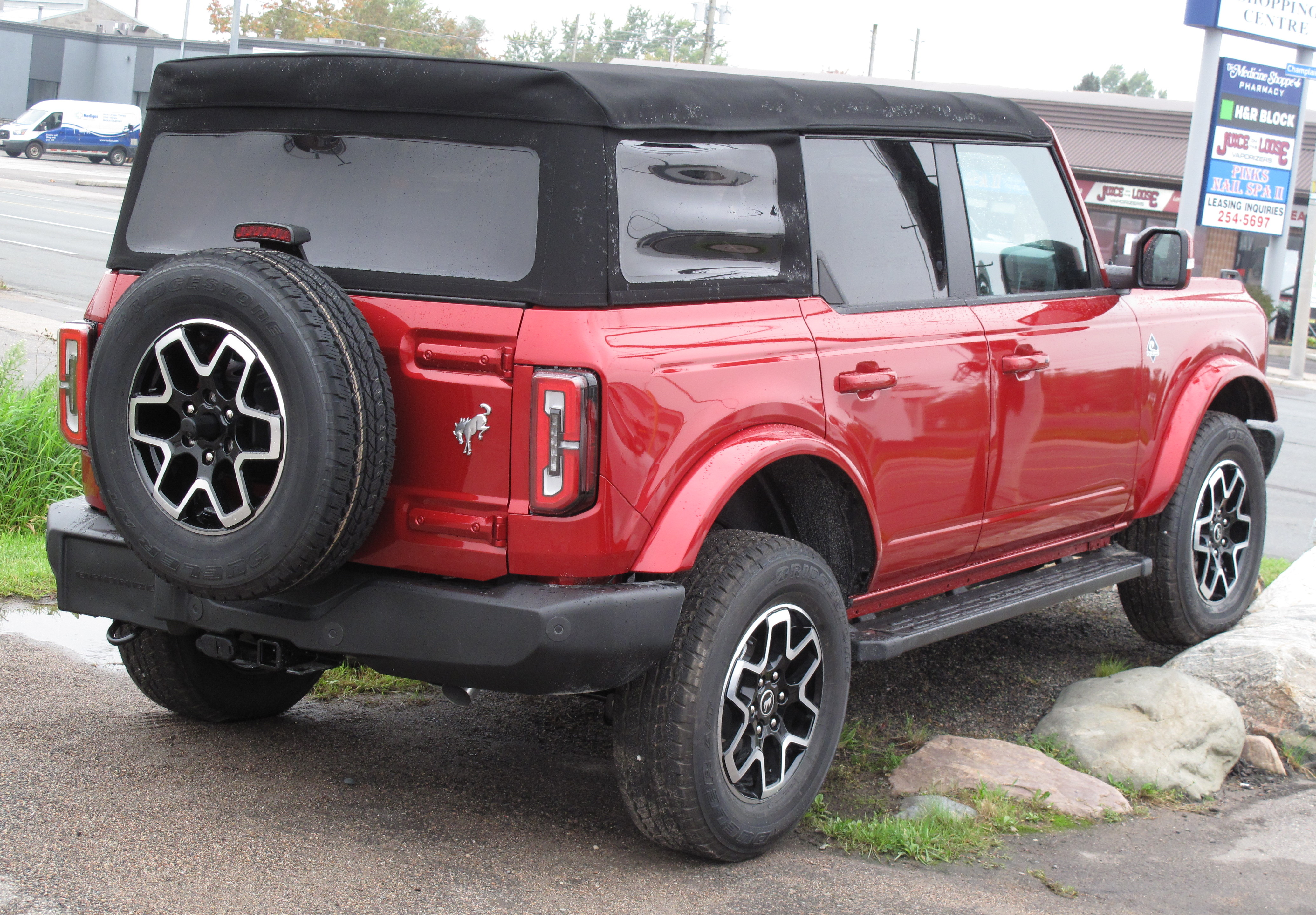
Ford Bronco
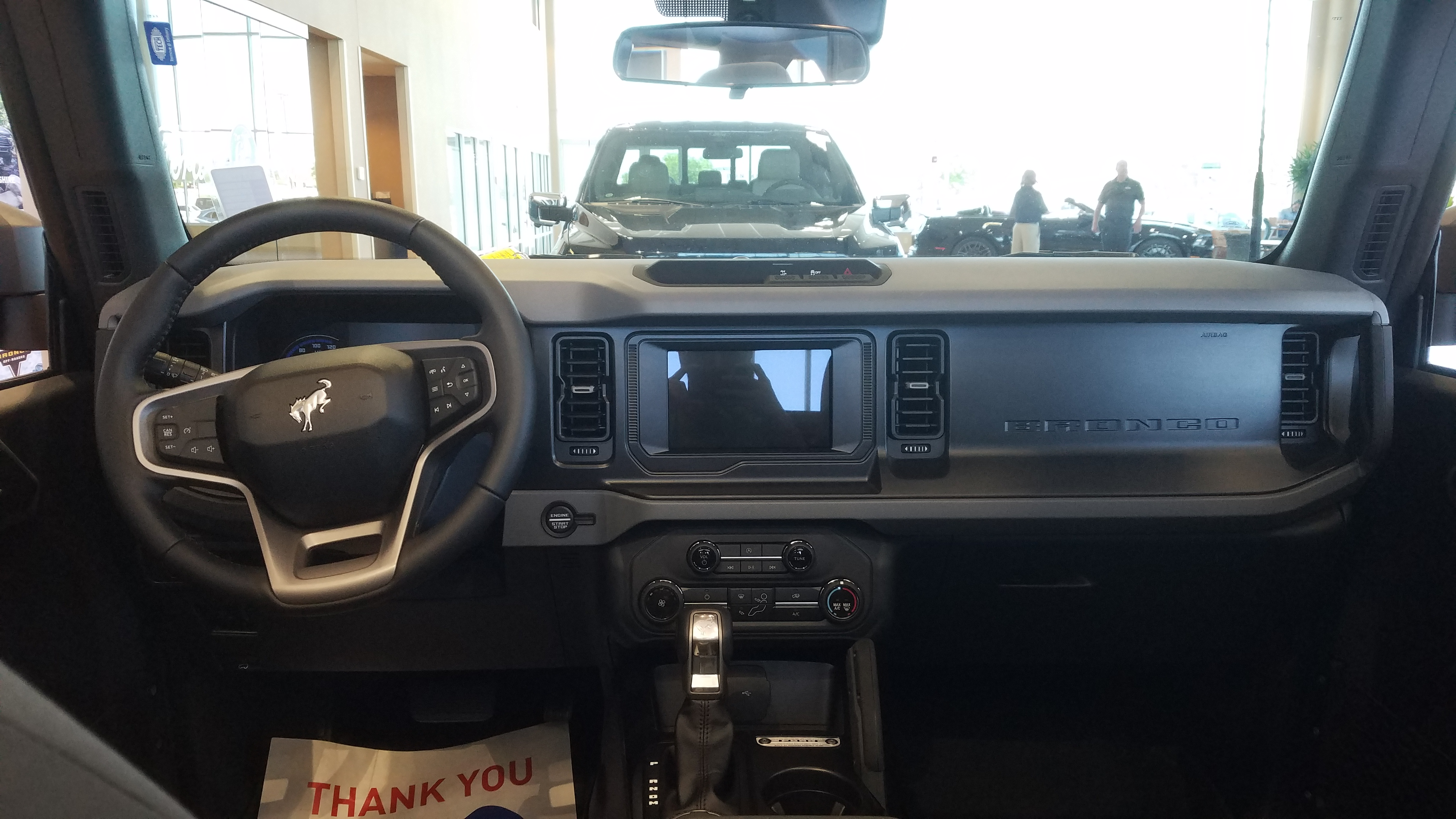
Место водителя
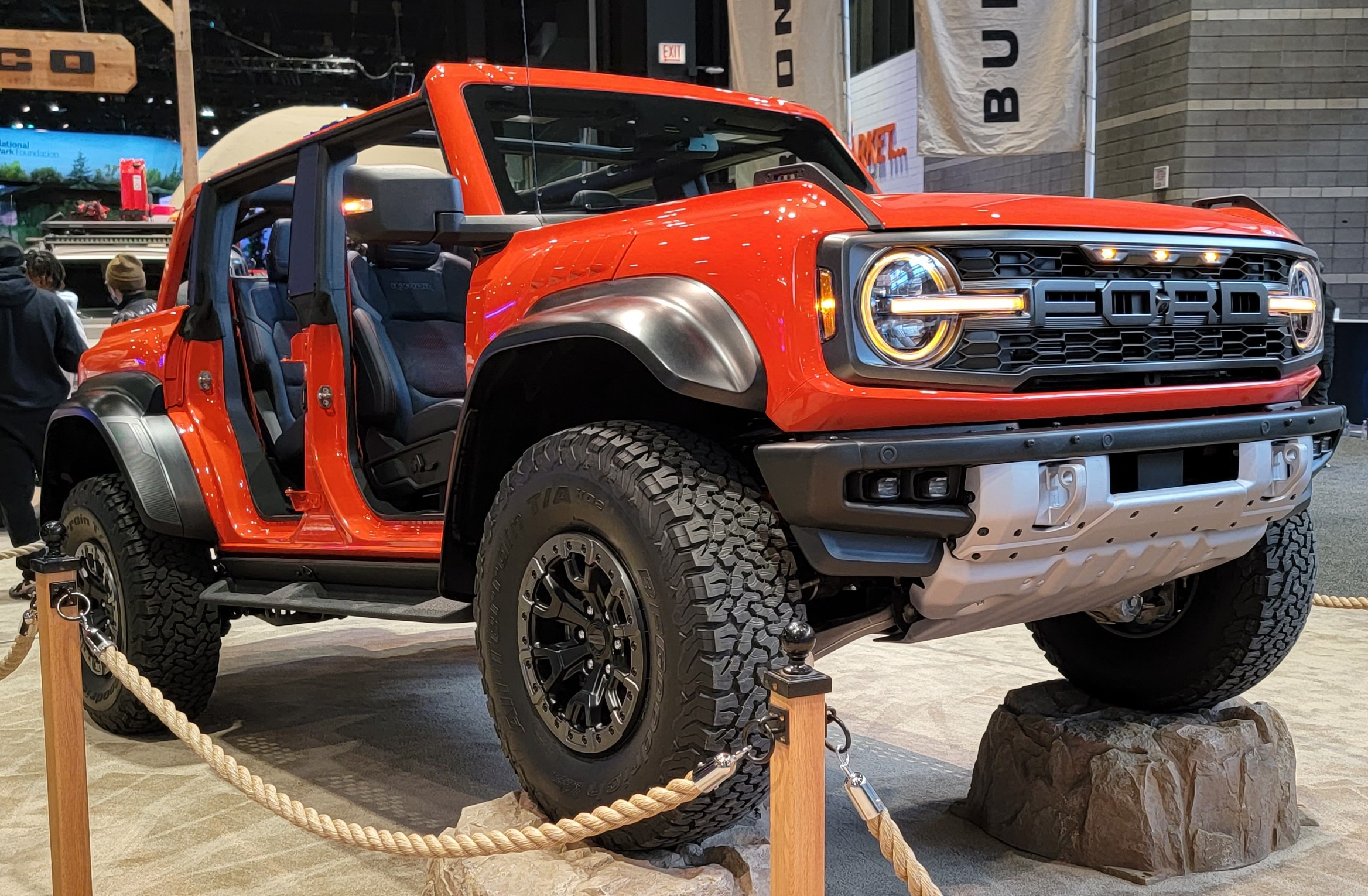
Ford Bronco Raptor
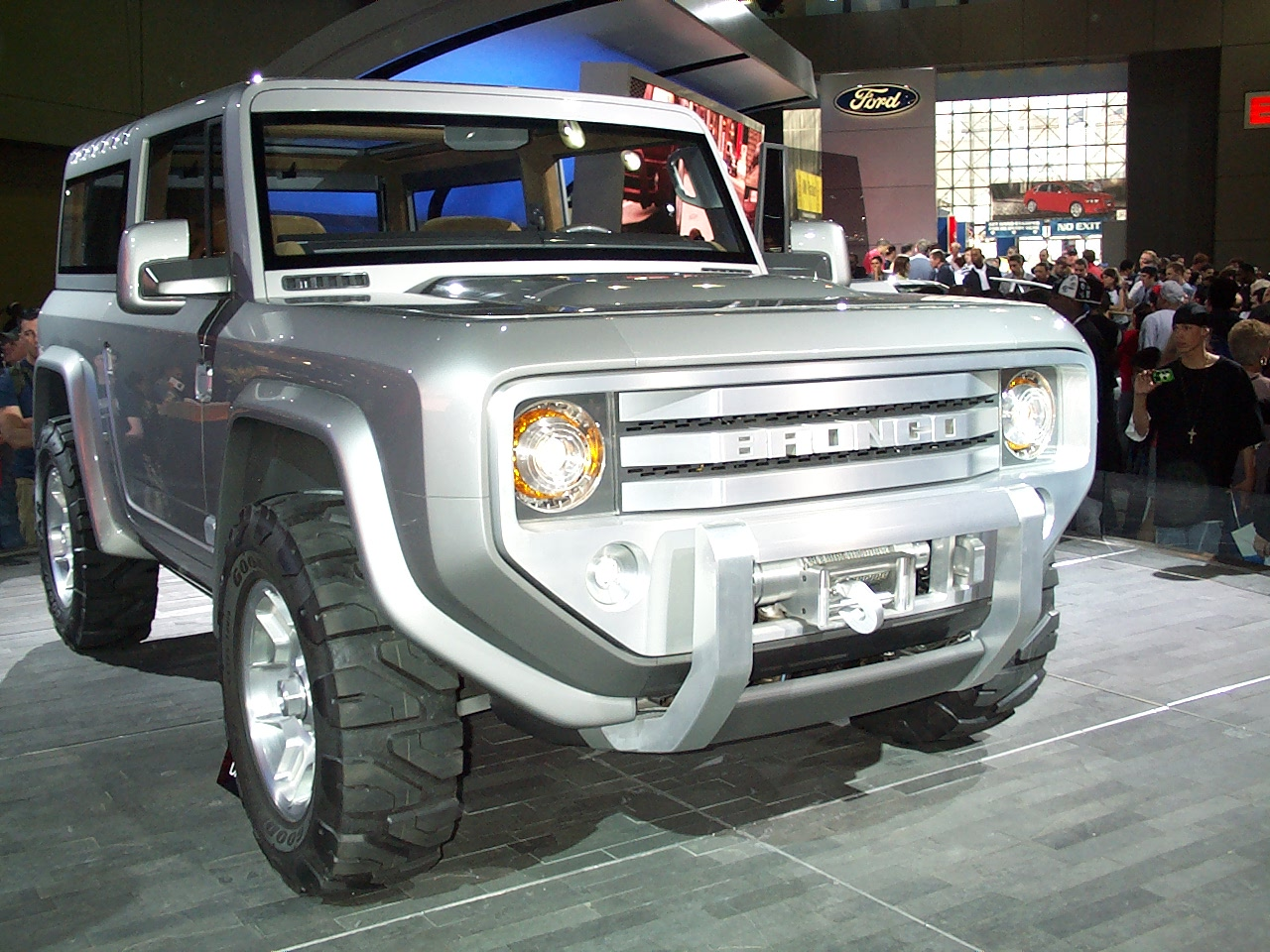
Концепт-кар